# سیارک ۱۸۸۵۵
سیارک ۱۸۸۵۵ (به انگلیسی: 18855 Sarahgutman، نامگذاری:1999RQ112) هجده هزار و هشتصد و پنجاه و پنجمین سیارک کشف شده‌است که در ۹ سپتامبر ۱۹۹۹ کشف شد.
قدر مطلق سیارک برابر ۱۸.۶ است.